# Тубизъм
Тубизъм е термин, използван от критика на изкуството Луи Восел (Louis Vauxcelles) през 1911 г., за да опише стила на френския художник Фернан Леже Използван подигравателно, терминът е вдъхновен от идиосинкратичната версия на кубизма на Леже, в която той използва множество цилиндрични форми. Стилът е развит в творчеството на Леже в периода 1909-1919.